# Mistrzostwa Europy w Lekkoatletyce 1969 – pchnięcie kulą mężczyzn

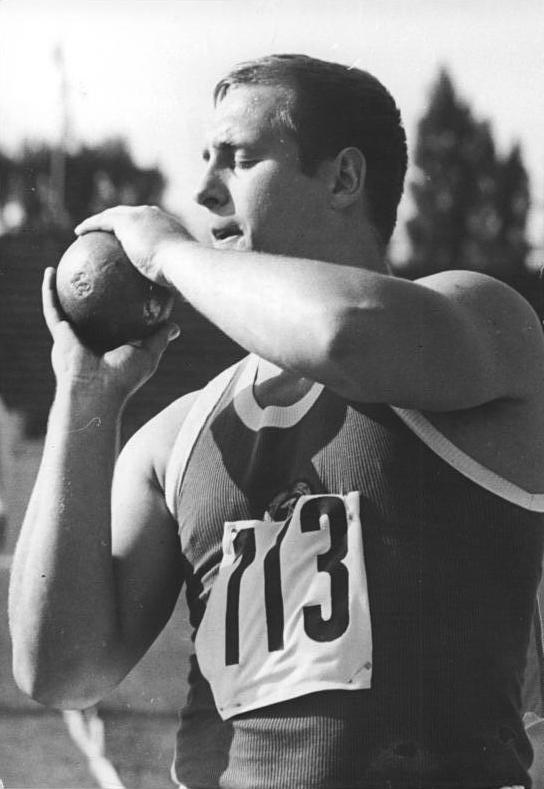
Dieter Hoffmann

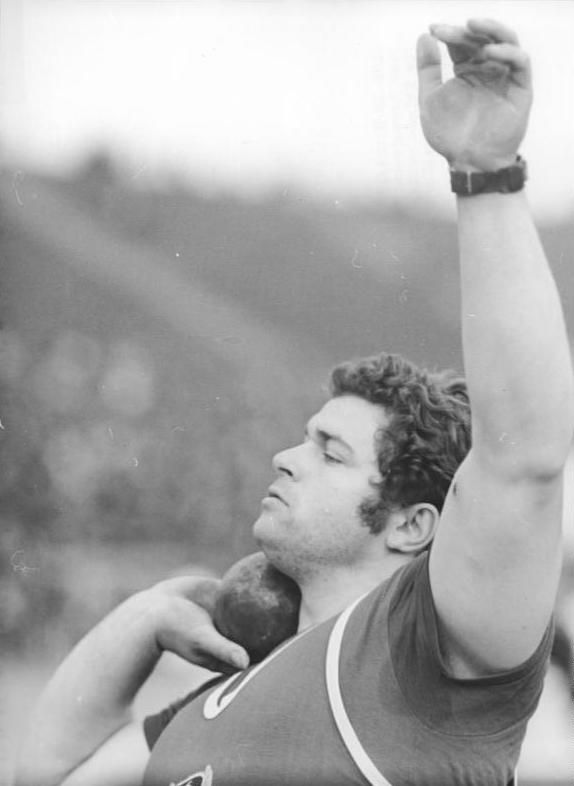
Heinz-Joachim Rothenburg

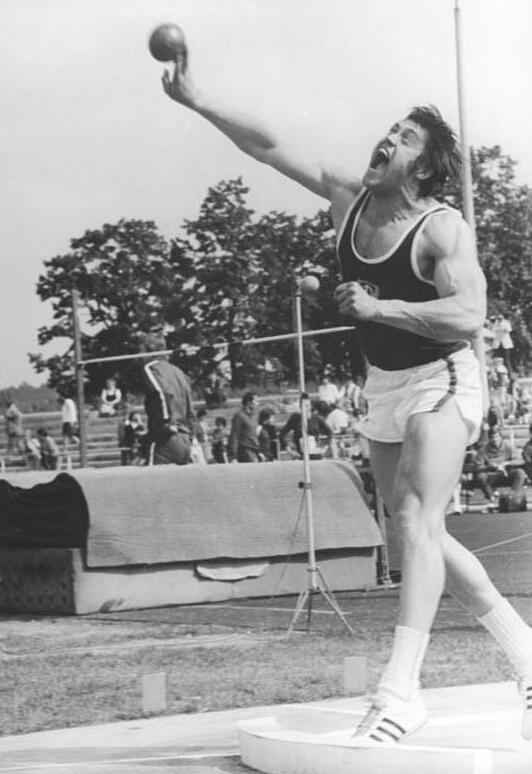
Hans-Peter Gies

Pchnięcie kulą mężczyzn było jedną z konkurencji rozgrywanych podczas IX Mistrzostw Europy w Atenach. Kwalifikacje rozegrano 17 września, a finał 18 września 1969. Zwycięzcą tej konkurencji został reprezentant Niemieckiej Republiki Demokratycznej Dieter Hoffmann. Zawodnicy z NRD zajęli pierwsze trzy miejsca w konkursie. W rywalizacji wzięło udział dwudziestu dwóch zawodników z trzynastu reprezentacji.

## Rekordy
| Rekord świata     | Randy Matson (USA)    | 21,78 | College Station, Stany Zjednoczone | 22.04.1967 |
| Rekord Europy     | Hans-Peter Gies (GDR) | 20,64 | Budapeszt, Węgry                   | 28.06.1969 |
| Rekord mistrzostw | Vilmos Varjú (HUN)    | 19,43 | Budapeszt, Węgry                   | 03.09.1966 |

## Wyniki

### Kwalifikacje
| Miejsce | Zawodnik                 | Wynik | Uwagi |
| ------- | ------------------------ | ----- | ----- |
| 1       | Dieter Hoffmann          | 19,72 | Q CR  |
| 2       | Hans-Peter Gies          | 19,51 | Q     |
| 3       | Heinz-Joachim Rothenburg | 19,51 | Q     |
| 4       | Matti Yrjölä             | 19,18 | Q     |
| 5       | Pierre Colnard           | 18,96 | Q     |
| 6       | Nikołaj Karasiow         | 18,83 | Q     |
| 7       | Eduard Guszczin          | 18,80 | Q     |
| 8       | Vilmos Varjú             | 18,62 | Q     |
| 9       | Yves Brouzet             | 18,54 | Q     |
| 10      | Edy Hubacher             | 18,48 | Q     |
| 11      | Miroslav Janoušek        | 18,47 | Q     |
| 12      | Seppo Simola             | 18,41 | Q     |
| 13      | Flavio Asta              | 18,34 |       |
| 14      | Rickard Bruch            | 18,34 |       |
| 15      | Bengt Bendeus            | 18,21 |       |
| 16      | Sándor Holub             | 17,92 |       |
| 17      | Arnjolt Beer             | 17,78 |       |
| 18      | Jeff Teale               | 17,77 |       |
| 19      | Thord Carlsson           | 17,76 |       |
| 20      | Hannes Schulze-Bauer     | 17,42 |       |
| 21      | Georgios Lemonis         | 17,38 |       |
| 22      | Guðmundur Hermansson     | 17,16 |       |

### Finał
| Miejsce | Zawodnik                 | Wynik  | Uwagi |
| ------- | ------------------------ | ------ | ----- |
| 1       | Dieter Hoffmann          | 20,12  | CR    |
| 2       | Heinz-Joachim Rothenburg | 20,05  |       |
| 3       | Hans-Peter Gies          | 19,78  |       |
| 4       | Matti Yrjölä             | 19,27  |       |
| 5       | Pierre Colnard           | 19,06  |       |
| 6       | Eduard Guszczin          | 18,,78 |       |
| 7       | Vilmos Varjú             | 18,87  |       |
| 8       | Nikołaj Karasiow         | 18,71  |       |
| 9       | Miroslav Janoušek        | 18,67  |       |
| 10      | Edy Hubacher             | 18,67  |       |
| 11      | Seppo Simola             | 18,65  |       |
| 12      | Yves Brouzet             | 18,42  |       |